# 普世教會合一運動

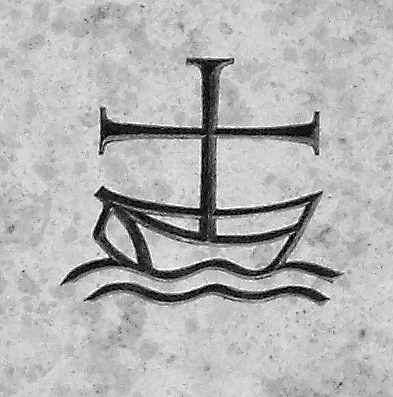
普世基督教的一個共同象徵將基督教會像徵為一個十字架，描繪成海上船上的桅杆

普世教會合一運動（英語： 或 ，或稱教會再合一運動、基督信仰合一運動、普世教會主義，簡稱合一運動），是提倡現代基督教內各宗派和教派重新合一的運動。普世教会合一运动在最初開始時稱為“向心運動”，主要對象為基督宗教。
普世教會合一運動的开端是1910年在英国爱丁堡舉行的世界宣教會議，由歐美等地的基督新教教派發起。1921年在瑞士日內瓦成立的国际宣教协会（IMC）、1948年在荷兰阿姆斯特丹成立的世界基督教会联合会（WCC），都是普世教會合一運動產生的組織。
這個運動在今天不獲部分基督教宗派接受，被認為是為了一味追求合一、卻妥協信仰立場的運動。

## 歷史

### 背景
歷史上，基督教由於教義上的意見分歧和不同的因素，曾出現不同程度的分裂。其中包括了1054年的東西教會大分裂、1378年開始的天主教會大分裂、以及1517年開始，新教反對天主教的宗教改革。基督教（天主教、東正教和新教等）之間的聯繫因此而中止。近代，不同的基督教團體都積極展開宣揚基督教的工作，卻經常出現不同程度的競爭和爭拗。於是，一股期望基督教合一的推動力量便逐漸形成。

### 發展
1910年6月14-23日，在愛丁堡舉行的世界宣教會議上，來自159個基督新教團體的代表同意基督徒之間應互相尊重，決意謀求各教會宗派在宣教地區的合作，以促進教會的合一見証，開展了運動主要的第一步。穆德在大会上倡導普世教會合一運動，會後擔任委員會主席。於是在1921年，國際宣教協會（IMC）於在瑞士日內瓦正式成立。旨在積極推行聯合性工作，使各教會宗派在世界各地的宣教工作得以表現出基督徒的合一。在聯合發展宣教事工的氣氛下，產生了兩個組織：生活與工作委員會和信仰與教制委員會。   
於1937年，英國牛津召開的會議上，國際宣教協會的主席穆德倡議成立普世教会协会（WCC）。同年，在生活與工作委員會與信仰與教制委員會的會議中，決定響應國際宣教協會的牛津會議的倡議，成立世界基督教教會聯合會。1938年，世界基督教協會籌備委員會成立，由英國聖公會時任約克大主教的威廉·湯樸負責籌備工作。1948年8月22日至9月4日在荷蘭阿姆斯特丹召開第一次會議中，世界基督教教會聯合會正式成立，強調“凡認耶穌基督為上帝及救主”的教會都可加入成為會員，進一步促進教會不同宗派之間互相學習和彼此合作。世界基督教会联合会的號召教會合一，世界合一，人類合一。世界基督教教會聯合會大力宣傳“教會合一”，宣稱“教會是超國家、超民族、超階級的普世性實體”，號召基督新教、天主教和東正教終止歷史上的對立，采取聯合行動。但世界基督教教會聯合會的行動卻受同年成立的萬國基督教聯合會（ICCC）所反對，成為普世教会合一运动的另一發展。   
1961年，世界基督教教會聯合會在印度新德里舉行的第三次會議上，與國際宣教協會正式合併。自此，普世教會合一運動匯為一條主流。為了促使不同地域和群體的基督徒聯合，使基督教信仰大幅度簡化。2002年5月21日，在美國克里夫蘭舉行全國性的「基督徒合一」討論會上，天主教宗座促進基督徒合一委員會的樞機主教卡斯帕（Cardinal Walter Kasper）指出，合一運動的目的並非要統一所有教會，而是要使不同教會宗派間的相反元素轉變成互補元素。

## 進展與障礙

### 進展
世界基督教教會聯合會主张“教會合一”，终止基督教各大教派內的对立；提倡相互对话，建设“以自由、和平、公義為基礎”的“大社會”。   
新教的各主要宗派大多支持，一些基要派教會由於信仰上的原因而沒有参加；一些福音派教會則对普世教会合一运动持有保留态度。在1961年於新德里舉行會議時，普世教会合一运动有突破性的進展——東正教作出了响应。而天主教曾於早期抵制此运动，教宗庇護十一世曾在1928年通諭禁止天主教神職人員以代表教會的身份參加任何普世教会合一运动之會議。但在1962年第二次梵蒂岡大公會議中，教宗若望二十三世同意在不改變天主教信仰與教條之情形下尋求基督教界的合一。雖然天主教不是世界基督教教會聯合會之成員，但教宗保祿六世已於1965年命羅馬教廷设立联合工作组開展了對話門檻，從而推進了合一政策。

### 障礙
在推動普世教会合一运动中，除了要迴避各基督宗教內的宗派和教派之間的教義矛盾外，其他社會層面的矛盾因素都是待解決的障礙。為了促使不同地域和群體的基督徒聯合，唯將基督教信仰大幅度簡化，教义的問題被简约为若干非神学化的口号。近年歐美各地信徒的減少也是教會推動合一的因素。
在神學上，天主教、新教和東正教的分歧也很大。東正教一直也強調自己完全保留了初期教會的傳統，而天主教一直也認為教宗是所有教會的最高領導以及強調教會的傳統，新教則強調要回到《聖經》為基礎。更明顯的分歧是在神職人員應否獨身、神職人員的制度如何、《次經》的地位、聖禮的問題、政教關係、聖母及聖人的敬禮（新教則認為這是「崇拜」聖人聖女）等等問題，三大教派也無法有一個共識。
除神學上的分歧，歷史是另一個不能忽略的問題。東正教11世紀和天主教分裂以後，一直也不承認教宗的權威，並認為天主教遠離了初期教會的傳統；而新教和天主教在宗教改革之後一直存在衝突（例子有三十年戰爭和其他宗教戰爭，衝突長達數百年），也叫不少新教徒難以接受天主教。在北愛爾蘭，新教徒和天主教徒過去的流血衝突已清楚說明了兩者的歷史分歧是一大障礙。
其他的矛盾因素，在宗座促進基督徒合一委員會的主席樞機主教卡斯帕的一段話中可見一斑。卡斯帕曾表示：「從一方面看，一些古老的對立已經被克服，彼此變得比較接近。從另一方面看，新的歧見又不斷產生，這些歧見特別發生在倫理和道德等爭議性問題上，例如墮胎、離婚、安樂死和同性戀，雖然在這些議題上，主流教會至今都是持反對的立場。此外還有種族、社會和政治問題，這些問題經常成為彼此分裂的因素。總之，東正教各獨立教會之間、聖公會內部、信義宗團體內部、甚至天主教內部的緊張關係，都危害基督徒大公合一運動的對話，因為內部若缺乏一致性，將阻礙外部的一致性，進而導致大公合一運動的癱瘓和無能為力。」   
另一方面，代表基要派的萬國基督教聯合會（ICCC）於1948年在荷蘭阿姆斯特丹成立，并認為使各宗教聯合成世界大統一教會的行動是有違《聖經》教訓的、是耶穌所指的敵基督者。有人认为，世界将来的趋势是基督宗教的各派先要合一，然后与其他宗教如佛教、伊斯兰教、犹太教、巴哈伊教进行大合一，最后形成一个万教合一的宗教组织，一步一步应验《启示录》中描述的大淫妇的预言。

## 主要人物
推動普世教会合一运动的主要著名人物有：   
- 约翰·穆德（J. John Mott）— 基督教青年會主席
- 纳坦·瑟德布卢姆大主教（Archbishop Nathan Söderblom）— 瑞典信義會第60任烏普薩拉大主教
- 查爾斯·布蘭特主教（Bishop Charles H. Brent）— 美國聖公會
- 威廉·湯樸大主教（Archbishop William Temple）— 英國聖公會第98任坎特伯里大主教
- 加菲爾德·布羅姆利·奧斯南會督（Bishop G. Bromley Oxnam）— 美國衛理公會
- 阿列克谢二世牧首（Патриарх Московский и всея Руси Алексий II）— 俄罗斯正教会第15任牧首
- 若望二十三世（Pope John XXIII）— 天主教 第261任教宗
- 保祿六世（Pope Paul VI）— 天主教 第262任教宗
- 若望保祿二世（Pope John Paul II）— 天主教 第264任教宗
- 羅哲弟兄（英语：Brother Roger）— 泰澤團體創立人

## 標誌

### 基督教旗幟

基督教旗幟

基督教旗幟起源於西方的傳統，盛行於基督教新教教會。基督教旗幟不是代表特定的信條或是宗派，只是代表基督教，是基督教象徵。
底色是白色，代表和平、純潔和純真。上方有一藍色方形，象徵天堂—基督徒的家；也是信仰和信任的象徵。藍色中心是十字架，是基督教的象徵。十字架使用紅色，象徵基督的寶血
普世教會合一運動機構教會聯合理事會（現由國家教會協會和基督教教堂團結繼承）在1942年1月23日啟用了這面旗幟。